# Liste der Monuments historiques in Balma
Die Liste der Monuments historiques in Balma führt die Monuments historiques in der französischen Gemeinde Balma auf.

## Liste der Bauwerke
| Bezeichnung       | Beschreibung                    | Standort         | Kennzeichnung | Schutzstatus | Datum | Bild |
| ----------------- | ------------------------------- | ---------------- | ------------- | ------------ | ----- | ---- |
| Château de Thégra | Schloss aus dem 16. Jahrhundert | Lagarigue (Lage) | PA00094282    | Inscrit      | 1984  |      |